# La flor (película de 2018)
La flor es una película multi-género argentina de 2018 escrita y dirigida por Mariano Llinás. La misma está protagonizada por un reparto coral compuesto por Pilar Gamboa, Elisa Carricajo, Laura Paredes y Valeria Correa. Con una duración de 808 minutos excluyendo intermisiones, 
es una de las películas más largas de la historia y la más larga del cine argentino.
La película tuvo su primer vistazo inicial en el Festival de Mar del Plata 2016 donde fue proyectada de forma especial. Pero es en el BAFICI (Festival de Cine Independiente de Buenos Aires) donde la película oficializó su estreno mundial en la sección oficial para películas internacionales. La cinta logró coronarse como la mejor película de la 20° edición del festival, además de lograr un premio ex aequo para sus cuatro protagonistas.

## Reparto
- Pilar Gamboa como Victoria / Daniela 'La Niña Cruz'.
- Elisa Carricajo como Marcela / Isabela.
- Laura Paredes como Lucía / Flavia.
- Valeria Correa como Yanina / Andrea Nigro.
- Eugenia Alonso como la madre de Yanina.
- Germán de Silva como Giardina.
- Héctor Díaz como Ricky.
- Andrea Garrote como Violeta.

## Premios y nominaciones

### Participación en festivales de cine
| Festival                                                  | Fecha de evento               | Categoría                             | Premio             |       |
| --------------------------------------------------------- | ----------------------------- | ------------------------------------- | ------------------ | ----- |
| Festival de Mar del Plata                                 | 18 al 27 de noviembre de 2016 | Proyección especial La Flor - Parte 1 | Solo participación | [ 2 ] |
| Buenos Aires Festival Internacional de Cine Independiente | 11 al 22 de abril de 2018     | Competencia Internacional             | Ganador            | [ 3 ] |
| Buenos Aires Festival Internacional de Cine Independiente | 11 al 22 de abril de 2018     | Mejor actriz (ex aequo)               | Ganador            | [ 3 ] |
| Festival de Locarno                                       | 1 al 11 de agosto de 2018     | Sección oficial                       | Pendiente          | [ 4 ] |
| Festival de Nueva York                                    | 16 al 18 de agosto de 2018    | Sección principal                     | Solo participación | [ 5 ] |
| Festival de Toronto                                       | 6 al 16 de septiembre de 2018 | Largometrajes Wavelenghts             | Solo participación | [ 6 ] |